# Bukowie (województwo opolskie)
Bukowie (niem. Buchwald czyli "las bukowy") – wieś w Polsce, położona w województwie opolskim, w powiecie namysłowskim, w gminie Wilków.
W latach 1954–1972 wieś należała i była siedzibą władz gromady Bukowie. W latach 1975–1998 wieś położona była w ówczesnym województwie opolskim.
| SIMC    | Nazwa     | Rodzaj     |
| ------- | --------- | ---------- |
| 0504717 | Chrząstów | przysiółek |

## Historia
Data powstania osady Bukowie nie jest nam znana. Najstarsza wiadomość o wsi pochodzi z bulli protekcyjnej papieża Innocentego IV z 9.VIII.1245 roku, gdzie wymienia on wieś Budicci będącej posiadłością biskupa wrocławskiego.
Od czasów powstania wieś kilkukrotnie nawiedzała dżuma (1349r., 1412r., 1452r., 1483r., 1633r.). Kościół kilkukrotnie przechodził z rąk do rąk: raz protestancki raz katolicki. W roku 1445 silna susza zniszczyła zbiory, nastąpiła drożyzna i silna klęska głodu. Około roku 1500 istniejący we wsi kościół katolicki został przedłużony w kierunku wschodnim o dwa przęsła. Podwyższono również mury świątyni. Wskutek burz i długotrwałych deszczów uległy zniszczeniu zbiory w roku 1570, w następstwie czego w latach 1571 i 1572 panował straszny głód i prawie połowa mieszkańców wsi zmarła z nędzy. W roku 1606 widziano na niebie kometę z długim pióropuszem dymu.
W roku 1611 miało miejsce przebudowanie kościoła. Od strony zachodniej wzniesiono wieżę. W roku 1830 notowano w okolicy epidemię cholery. W roku 1837 we wsi znajdowały się trzy folwarki (jednym z nich była Mała Kolonia założona w 1770 r.) pracował młyn - wiatrak, 1 kowal, młyn olejowy, wytwórnia pasz, mieszkało 3 drobnych kupców, hodowano 1400 owiec. Do wsi należała tzw. Nowa Kolonia licząca 12 domów z 113 mieszkańcami. W roku 1866 kościół kryty gontem posiadał wieżę krytą blachą z trzema dzwonami (obecnie na wieży znajduje się jeden dzwon).
W Bukowiu znajdował się również PGR (pod którego podlegało gospodarstwo na Barskim Dworze), który po zmianach ustrojowych w państwie po 1989r. został sprywatyzowany.
Pierwsza powojenna nazwa wsi - Bukowice.

## Zabytki
Do wojewódzkiego rejestru zabytków wpisane są:
- kościół pw. MB Gromnicznej - Oczyszczenia Najświętszej Marii Panny, z XV w., XVI w., zarazem najstarsza budowla we wsi. Znajduje się w niej chrzcielnica marmurowa z XVIII w. a w niej cynowa misa z rytą inskrypcją, sceną chrztu w Jordanie oraz datą 1715

Inne zabytki:
- stanowisko archeologiczne - osadę datowaną na okres wpływów rzymskich sprzed 2000 lat, położone na gruntach wsi Bukowie, między szosą Bierutów-Namysłów a torami kolejowymi około 750 m na zachód od PGR Bukowie, wpisano do rejestru zabytków decyzją z 10.09.1984 r. Wojewódzkiego Konserwatora Zabytków
- stanowisko archeologiczne - osadę kultury łużyckiej sprzed 2500 lat, położone na gruntach wsi Bukowie około 850 m na północny zachód, wpisano do rejestru zabytków pod nr. KSA-636/84 decyzją z dnia 28.09.1984 r. Wojewódzkiego Konserwatora Zabytków